# Kraken (SeaWorld Orlando)
Kraken is een vloerloze achtbaan in Amerikaanse attractiepark SeaWorld Orlando. Kraken is ontworpen door de Duitser Werner Stengel en gebouwd door de Zwitserse achtbaanbouwer Bolliger & Mabillard.

## Thematisering
Kraken is, zoals de naam doet vermoeden, gedecoreerd naar het mythologisch zeemonster, hoewel het uiterlijk van de Kraken in SeaWorld wel wat afwijkt van de meeste visies. De baan is geschilderd in een lichtblauwe kleur en de ondersteuningen in beige.
Er zijn drie achtbaantreinen van telkens acht wagons, voor een totaal van 32 personen, aangezien er vier personen op één rij kunnen zitten.

## Verloop
Na het station volgt een kleine bocht naar rechts om de kettingoptakeling van 45 meter op te gaan. Eenmaal boven volgt een flauwe bocht naar rechts, vooraleer men de eerste afdaling van 44 meter maakt, om deze uit te komen met een snelheid van ongeveer 105 km/h. Hierna volgt een grote looping, met een hoogte van 36 meter, gevolgd door een dive-loop van 31 meter, waardoor het treintje in de tegenovergestelde richting uitkomt. Hier volgt een zero-g-roll, om over te gaan in een cobra loop. Na een bocht van 180°, belandt men in de remmen. Als het treintje de remmen verlaat, duikt het steil naar beneden om over te gaan in een kleinere looping. Na een zachte heuvel, belandt men in een ondergrondse tunnel waarin men een U-vormige bocht maakt, om naar een kurkentrekker te gaan. Hierna belandt men definitief in de bochten, en keert het treintje terug naar het station.

## Afbeeldingen

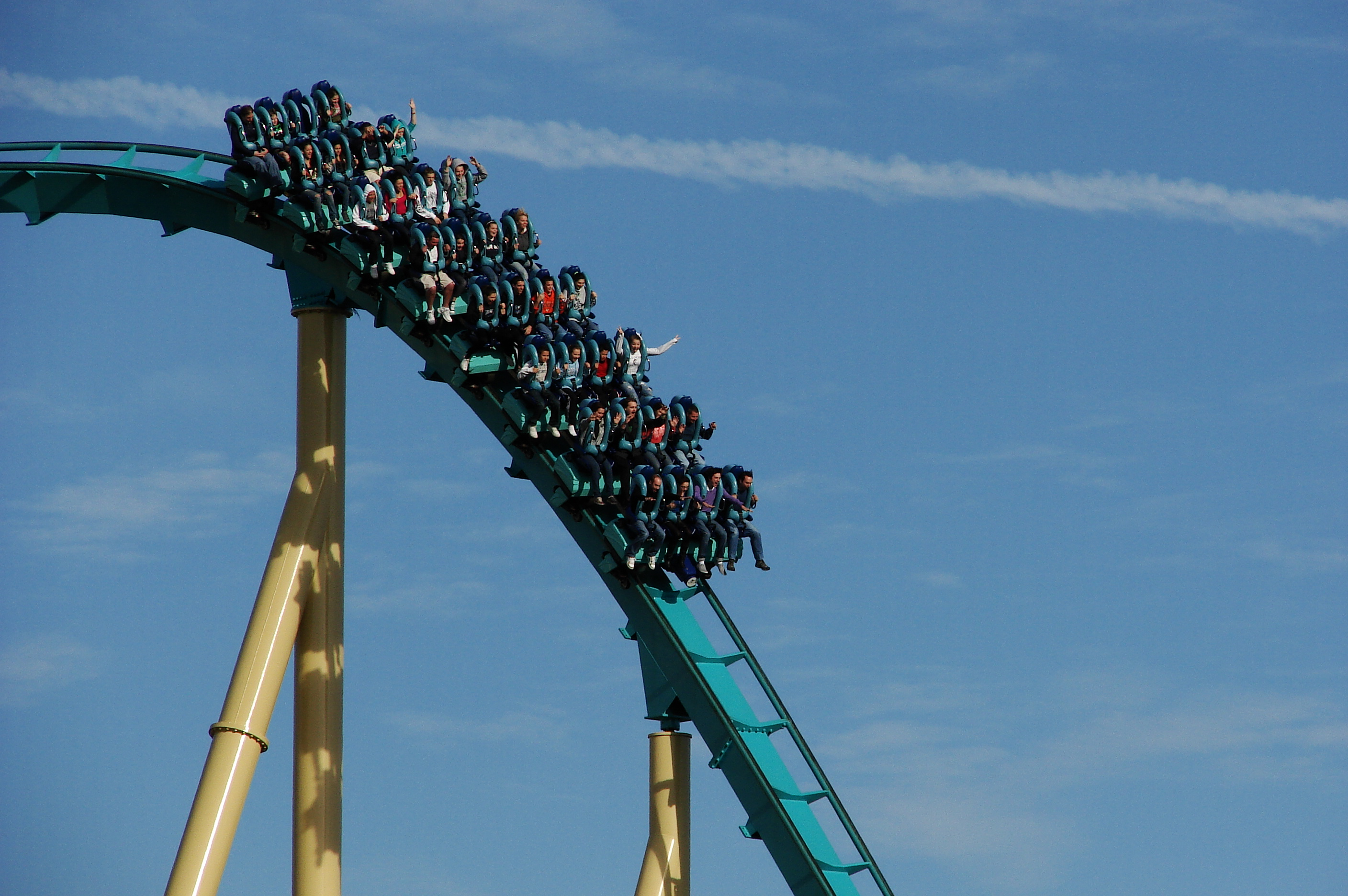
Eerste afdaling van de achtbaan
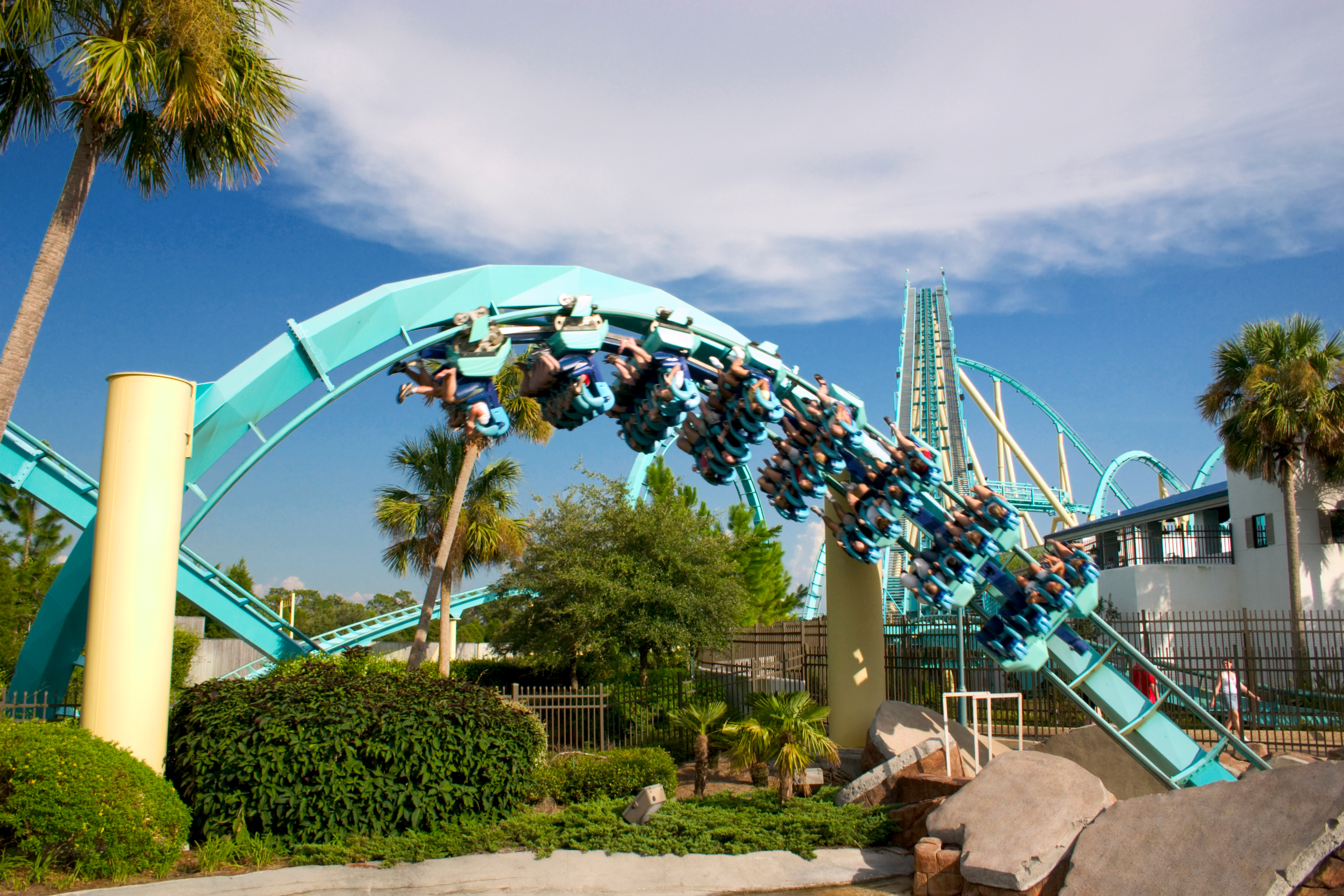
De laatste inversie, een kurkentrekker